# Азарин, Александр Ефимович
Алекса́ндр Ефи́мович (Ха́имович) Аза́рин (24 декабря 1919, Екатеринослав — 2004, Москва) — мастер художественного чтения, артист концертного литературно-драматического объединения МГКО «Москонцерт». Народный артист РФ (1996).

## Биография
Александр Азарин родился в 24 декабря 1919 года в Екатеринославе. В 1920 году вместе с родителями переехал в Москву.
Будучи ещё мальчишкой, он с помощью ребят организовывал во дворе театр, делал афиши, продавал билеты, ставил спектакли, пользовавшиеся большим успехом у взрослых, среди которых были родственники Луначарского, мама Екатерины Максимовой. В одном доме с его одноклассником Дмитрием Смоличем, отец которого был главным режиссёром Большого театра, жил Всеволод Мейерхольд. Всеволод Эмильевич и Николай Васильевич устраивали для ребят конкурсы: кто лучше напишет пьесу, кто лучше её поставит и сыграет. Азарин как-то получил у них премию: возможность смотреть все балеты в дневное время в Большом театре, сидя в ложе. Когда Мейерхольд объявил набор в студию, Азарин пришел на прослушивание, что-то прочитал.Всеволод Эмильевич поинтересовался сколько ему лет. „Четырнадцать“, — ответил он. Мейерхольд сказал: „Через два года придете — приму без экзаменов“. Но учиться у Мейерхольда не пришлось — театр закрыли.
В 1939 году окончил театрально-музыкальное отделение Музыкального училища им. Глазунова и поступил в ГИТИС на курс профессора Н.М. Горчакова, который впоследствии принял Азарина в труппу Московского театра сатиры, где он проработал с 1946 по 1948 годы.
Учась в ГИТИСе Азарин познакомился со своей будущей супругой Любовью Яцевич. Профессионализм, внешние данные актрисы позволили художественному руководителю «Ленкома» И.Н. Берсеневу отдать предпочтение лишь ей из трехсот девушек, пришедших на просмотр. В Ансамбле НКВД СССР ей принадлежали все ведущие роли. Она была в первой труппе Аркадия Райкина и играла с ним во многих миниатюрах.
Армейскую службу Александр Азарин проходил в Ансамбле песни и пляски НКВД СССР, организованном по распоряжению Л.П. Берии. С 1940 по 1947 являлся артистом драматической группы ансамбля под руководством Михаила Тарханова. В годы Великой Отечественной войны артисты давали концерты в осажденном Ленинграде. В Выборгском дворце культуры они играли перед солдатами. А перед первым концертом Александр Азарин читал стихи, написанные знаменитым артистом эстрады Владимиром Яхонтовым. Стихи были настолько проникновенны, что зал плакал. 
Если бы еще в молодые годы меня спросили, что бы я предпочел — провести вечер с любимой девушкой или пойти на какой-нибудь спектакль в Художественный, куда попасть было трудно, — я бы ответил: на вечер Яхонтова. Это был совершенно неординарно мыслящий человек, потрясающий артист, выше которого в области слова не было. Александр Азарин 
Азарин был дружен с Яхонтовым, после его трагической смерти Александр Ефимович сотрудничал с женой Яхонтова — Еликонидой Поповой, которая была постановщиком выступлений Владимира Николаевича. С её помощью Азарин подготовил программу «Мой любимый цвет — красный» о Марксе и Энгельсе. Артисту, никогда не состоявшему в рядах партии, ЦК выделил научных консультантов. Зрителей на таких политических вечерах бывало не так много, но их проведение стало обязательным для райкомов и горкомов любого города, где проходили гастроли.
С 1946 года Александр Ефимович начинает выступать на эстраде. Вел парный конферанс с Александром Шатриным, впоследствии ставшим театральным режиссёром. Совместно с Марком Новицким исполнял эстрадную программу "По дорогам Америки" по произведениям Горького, Маяковского, Ильфа и Петрова.
С 1949 года артист Мосэстрады («Москонцерт»). Создает преимущественно сольные программы. Комедийный характер его дарования определил направление работы, репертуар.
Премьера спектакля «Золотой телёнок», состоявшаяся в 1955 году в старом Театре эстрады на площади Маяковского, наделала много шума. Ведь тогда впервые прозвучало со сцены знаменитое сатирическое произведение Ильфа и Петрова, много лет бывшее под запретом, только позже роман лег в основу экранизаций и театральных постановок.
В дальнейшем выступал с программами "Рассказы Михаила Зощенко" (1956), "Рожденные Одессой" по произведениям Исаака Бабеля, Семёна Кирсанова и др. (1968), "Путешествие в смешное" по рассказам А. Чехова и М. Зощенко (1973). Совместно с Павлом Шальновым выпустил программу "Пешеходов надо любить" по произведениям Ильфа и Петрова и др. Все программы театрализованы, используются мизансцены, костюмы, реквизит, музыка.
В творческой биографии Азарина был такой случай. Он выступал в Ялте с «Четвертым позвонком» финского писателя Мартти Ларни. Причем Александр Ефимович опять был первым, кто прочитал это популярное произведение со сцены. Город в это время пестрел афишами с его именем, разговоры только об этом и были... Как-то к домику, в котором тогда остановилась семья Азариных, подъехали две черные «Волги». Оказалось, что это представители от Н.С. Хрущёва с приглашением выступить у него на даче. Так совпало, что Никита Сергеевич вернулся тогда из Америки, с которой только-только начинали налаживаться отношения. Вечер состоял из двух отделений. И Александр Ефимович боялся, что Никита Сергеевич не выдержит — уйдет. В антракте заглянул в зал и увидел, что тот сидит, только шляпу надел. Оказывается, глава государства её снимал, лишь когда артист выходил на сцену. После выступления, пока зал рукоплескал артисту (среди зрителей были Арам Хачатурян, Вальтер Ульбрихт, Алексей Аджубей). Хрущев поднялся на сцену и, пожимая руку Александру Ефимовичу, сказал: «Большое спасибо! Большое дело делаете. Сатира на Америку — это хорошо!» Но обещанную повышенную ставку Азарин так и не получил — через два месяца Никиту Сергеевича сняли с поста Первого секретаря. 
В 1990 году вместе с дочерью Аллой организовал и возглавил Камерный театр художественного слова "Артист", который располагается в одном из помещений Музея Вл. Маяковского. В репертуаре программы: "Давайте познакомимся" (1990) по рассказам Чехова, Зощенко и современных сатириков, "Врачи советуют смеяться" (1991) по Шолом-Алейхему, "Вокруг смеха" по произведениям современных сатириков Михаила Задорнова, Александра Иванова.
Скончался в 2004 году. Похоронен на Митинском кладбище Москвы.

## Творчество
Концертные программы
- 1947 — «По дорогам Америки» — исполнитель
- 1955 — «Золотой телёнок» — исполнитель
- 1956 — «Рассказы Михаила Зощенко» — исполнитель
- 1959 — «Четвёртый позвонок» — исполнитель
- 1968 — «Рожденные Одессой» — исполнитель
- 1968 — «Пешеходов надо любить» — исполнитель
- 1973 — «Путешествие в смешное» — исполнитель
- 1975 — «Сергей Есенин и Айседора Дункан» — постановщик
- 1985 — «Если ты меня вдруг покинешь...» — постановщик
- 1990 — «Давайте познакомимся» — исполнитель
- 1991 — «Врачи советуют смеяться», «Вокруг смеха» — исполнитель
- 2000 — «Вам всем на удивление» — постановщик

Радиоспектакли
- 1958 — Сельма Лагерлёф «Чудесное путешествие Нильса с дикими гусями» — Рассказчик, Гусь, Орел Горго слушать
- 1963 — Джон Рид «Десять дней, которые потрясли мир» — От автора
- 1964 — Владимир Копосов «За горизонтом» — Рассказчик
- 1977 — Мариано Асуэла «Те, кто внизу» — От автора

## Награды
- Орден Почёта (2001)[6].
- Народный артист РФ (1996).
- Заслуженный артист РСФСР (1973).